# Taliouine
Taliouine (Taschelhit ⵜⴰⵍⵉⵡⵉⵏ; arabisch تليوين, DMG Talīwīn) ist eine Kleinstadt und Hauptort einer Landgemeinde (comune rurale) mit ca. 7000 Einwohnern in der Provinz Taroudannt in der Region Souss-Massa im Süden Marokkos.

## Lage und Klima

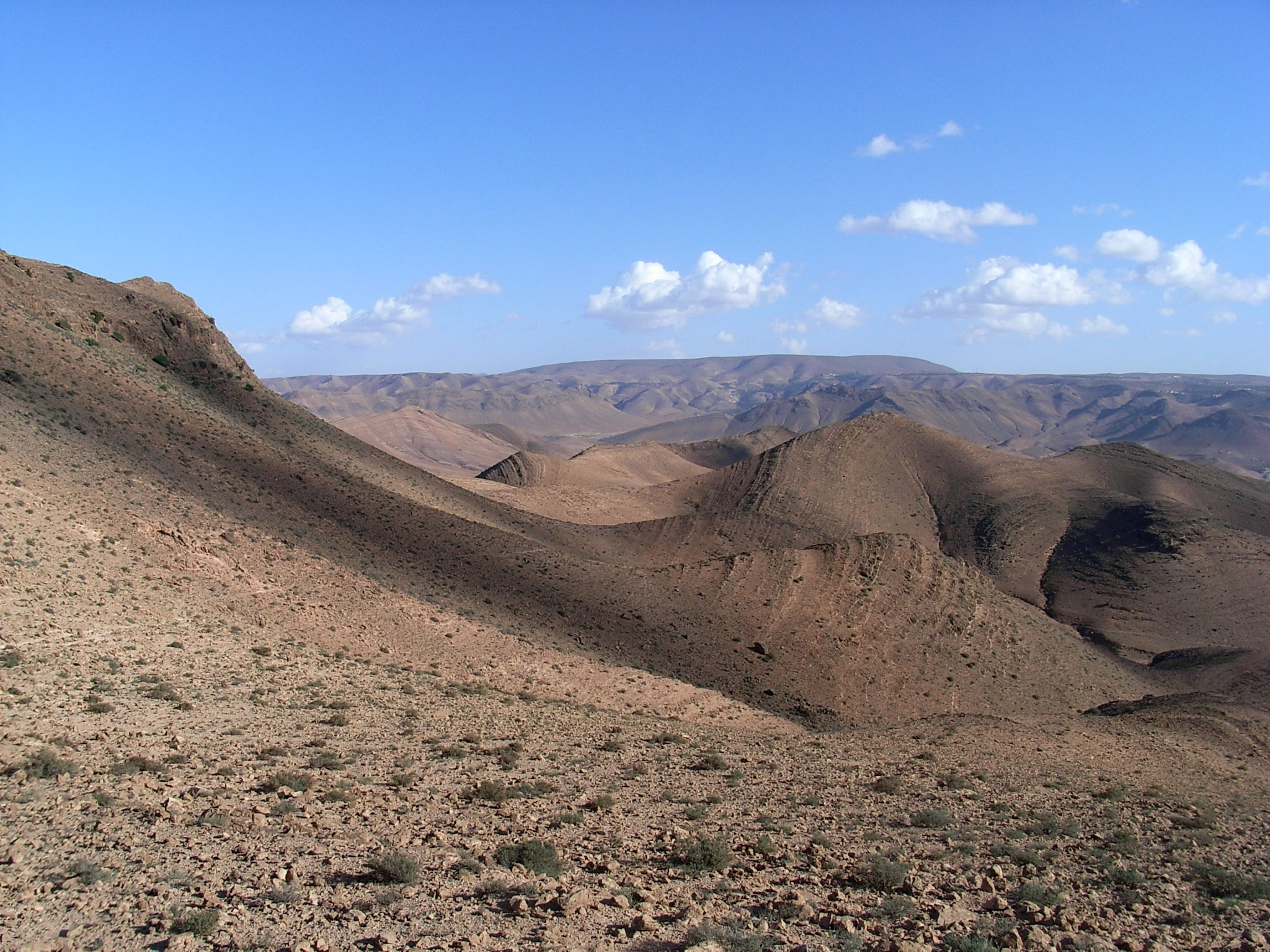
Hügellandschaft bei Taliouine

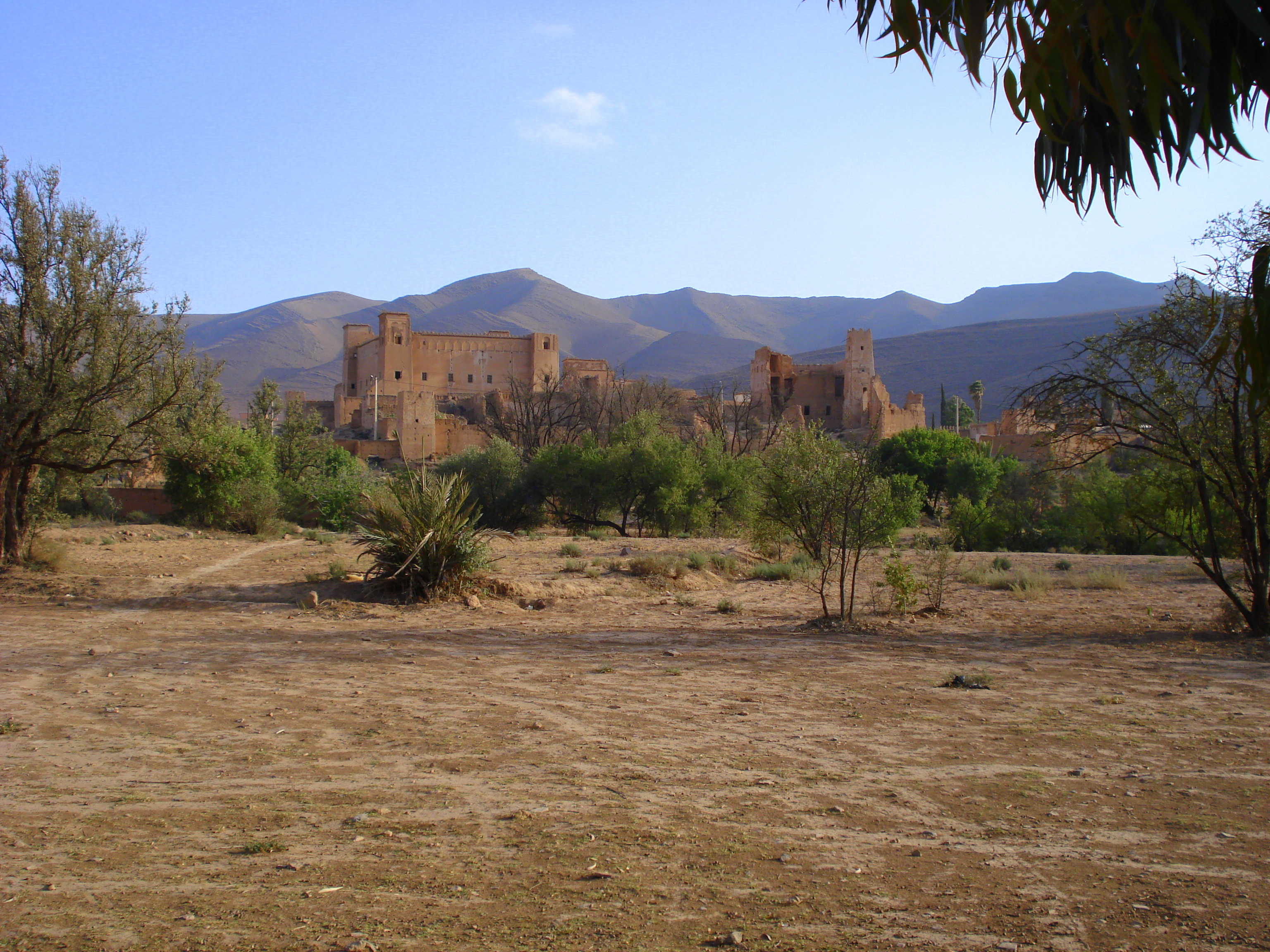
Taliouine – Tighremts oder Kasbahs

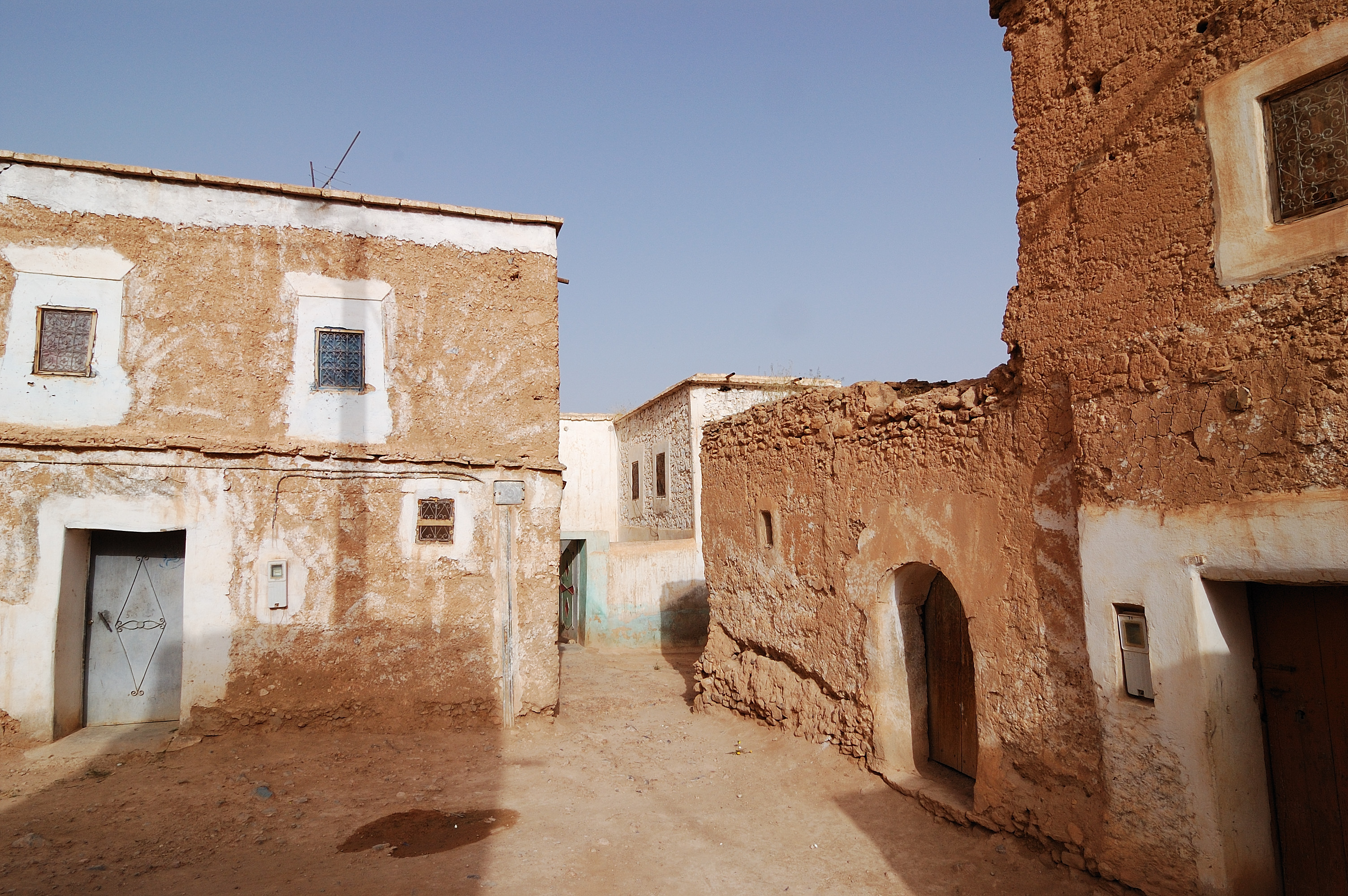
Taliouine – Gasse mit alten Häusern

Die Oase Taliouine liegt an einem meist trockenfallenden Flusstal (oued) in einer Höhe von ca. 1030 m etwa auf halbem Weg zwischen Agadir im Westen und Ouarzazate im Nordosten an der wichtigen Hauptstraße N10. Außerdem endet bzw. beginnt hier die R106, die quer durch den Antiatlas über Igherm und Aït Abdallah bis kurz vor Tafraoute führt. Die Umgebung ist gekennzeichnet durch eine trockene, geröllwüstenartige Hügellandschaft des Jbel Sirwa, die im Schnitt 1200 bis 1600 m Höhe erreicht. Das Klima ist zumeist trocken und warm; der seltene Regen (ca. 315 mm/Jahr) fällt nahezu ausschließlich in den Wintermonaten.

## Bevölkerung
| Jahr      | 1994 | 2004 | 2014 | 2024 |
| Einwohner | 4963 | 5844 | 6727 | 7040 |

Die Bevölkerung des Ortes und der Landgemeinde besteht ganz überwiegend aus Berbern; man spricht Berberdialekte und Marokkanisches Arabisch.

## Wirtschaft
Lebensgrundlage der Bevölkerung war jahrhundertelang die Oasenwirtschaft; es dominierte das Prinzip der Selbstversorgung, das wegen der Verbesserung des Transportwesens während und nach der französischen Kolonialherrschaft allmählich aufgegeben wurde. Hinzu kamen die stark verminderten oder manchmal sogar vollständig ausfallenden Regenfälle seit den 1970er Jahren, die eine Bewirtschaftung der kleinen Felder nur noch teilweise möglich machten; viele der früher bewirtschafteten Anbauflächen sind gänzlich aufgegeben worden. Ein Teil der männlichen Bevölkerung wanderte ab in die Städte des Nordens, um dort als Tagelöhner oder Kleinunternehmer etwas Geld zu verdienen. Heutzutage ist die Haupteinnahmequelle für die Bewohner Taliouines der Tourismus, vor allem durch Reisende auf der Durchreise, wobei es im Umland vermehrt auch Wandertourismus gibt. Weit über ihre Grenzen ist die Stadt aber wegen der Herstellung von Safran bekannt; die jährliche Produktionsmenge liegt – je nach Wetterlage – zwischen 1000 und 3000 kg des kostbaren Gewürzes. Seit dem Jahr 2007 findet alljährlich im Spätherbst ein mehrtägiges Safran-Festival statt.

## Sehenswürdigkeiten
Der Ort bietet keine bedeutenden Sehenswürdigkeiten – interessant ist lediglich die teilweise in Ruinen liegende El-Glaoui-Kasbah vom Beginn des 20. Jahrhunderts. Im zeitigen Frühjahr (Februar/März) lohnen kurze Spaziergänge durch die Oasenfelder oder ausgiebigere Wanderungen in den umliegenden Bergen. Von Ende Oktober bis Anfang November blühen in den Tälern zwischen Taliouine und dem Jbel Sirwa die Safran-Krokusse.

## Umgebung
Taliouine eignet sich gut als Ausgangspunkt für Ausflüge in das Gebiet des Jbel Sirwa (auch Jebel Siroua), wo sich vor allem im Frühjahr (Februar bis April) viele Wandermöglichkeiten eröffnen. Die Felsenagadire von Tizgui gehören zu den originellsten Bauten ihrer Art.